# Félix Rodríguez Velasco
Félix Rodríguez Velasco (Santiago de Calatrava, província de Jaén, 21 de desembre de 1946) ha estat un sindicalista i polític valencià, diputat a les Corts Valencianes i alcalde de Sant Joan de Moró.
Treballà com a pintor alhora que des de 1976 era militant tant de la UGT com del PSPV-PSOE. Ha estat secretari general provincial de Castelló de la Unió General de Treballadors de 1980 a 1987. Dins les files del PSPV-PSOE fou elegit diputat a les eleccions a les Corts Valencianes de 1983 i de 1987. De 1987 a 1991 fou secretari de la Comissió de Coordinació, Organització i Règim de les Institucions de La Generalitat.
A les eleccions municipals espanyoles de 1991 i 1995 fou escollit alcalde del nou municipi de Sant Joan de Moró, separat de Vilafamés. Des de 2010 és secretari d'Acció Social i Cultura de la Secció de Jubilats de la UGT de Castelló.